# Морона-Сантьяго
Морона-Сантьяго (ісп. Morona-Santiago) — одна з 24-х провінцій Еквадора (східна частина країни). Площа становить 25 690 км², населення — 147 940 чол. (2010). Адміністративний центр — місто Макас.

## Географія
На захід від провінції проходить центральна кордильєра Анд, на території Морона-Сантьяго також є кілька гірських хребтів. Перепад висот провінції становить від 300 до 2900 м над рівнем моря. Виділяють 2 основні географічні зони: Передамазонія та Амазонія.

## Адміністративний поділ

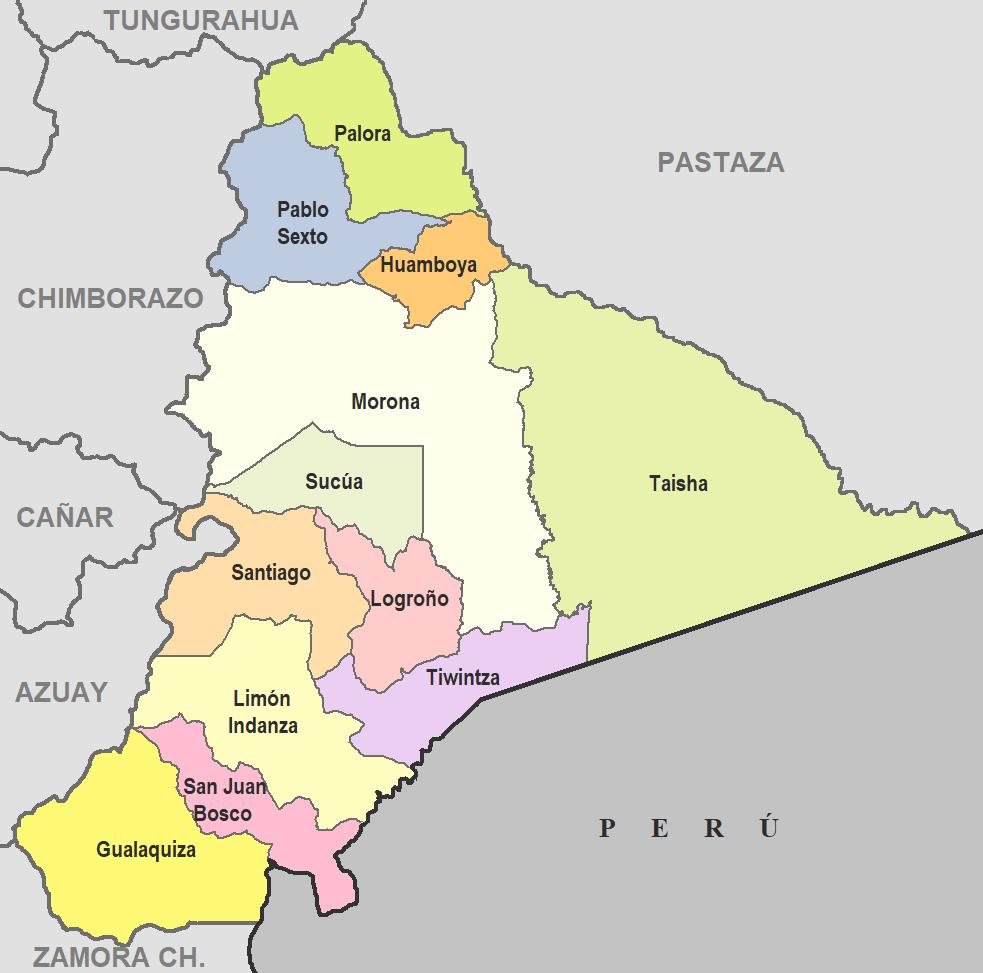
Кантони провінції Морона-Сантьяго.

Адміністративно провінція поділена на 12 кантонів:
| №  | Прапор | Кантон                          | Населення, чел. (2010) | Адміністративний центр                                              |
| -- | ------ | ------------------------------- | ---------------------- | ------------------------------------------------------------------- |
| 1  |        | Гуалакиса (Gualaquiza)          | 17 162                 | Гуалакіса (Gualaquiza)                                              |
| 2  |        | Уамбоя (Huamboya)               | 8 466                  | Уамбоя (Huamboya)                                                   |
| 3  |        | Лимон-Інданса (Limón Indanza)   | 9 722                  | Хенераль-Леонидас-Пласа-Гутьєрес (General Leonidas Plaza Gutiérrez) |
| 4  |        | Логроньо (Logroño)              | 5 723                  | Логроньо (Logroño)                                                  |
| 5  |        | Морона (Morona)                 | 41 155                 | Макас (Macas)                                                       |
| 6  |        | Пабло-Сехто (Pablo Sexto)       | 1 823                  | Пабло-Сехто (Pablo Sexto)                                           |
| 7  |        | Палора (Palora)                 | 9 936                  | Палора (Palora)                                                     |
| 8  |        | Сан-Хуан-Боско (San Juan Bosco) | 3 908                  | Сан-Хуан-Боско (San Juan Bosco)                                     |
| 9  |        | Сантьяго (Santiago)             | 9 295                  | Сантьяго-де-Мендес (Santiago de Méndez)                             |
| 10 |        | Сукуа (Sucúa)                   | 18 318                 | Сукуа (Sucúa)                                                       |
| 11 |        | Таїша (Taisha)                  | 18 437                 | Таїша (Taisha)                                                      |
| 12 |        | Тивінца (Tiwintza)              | 6 995                  | Сантьяго (Santiago)                                                 |

## Економіка
Промисловий потенціал провінції практично не використовується через погане транспортне сполучення. Важливим фактором економіки є туризм. Туристів приваблюють дощові тропічні ліси провінції, національний парк Сангай та індіанське місто Шуара.